# Ancy-sur-Moselle

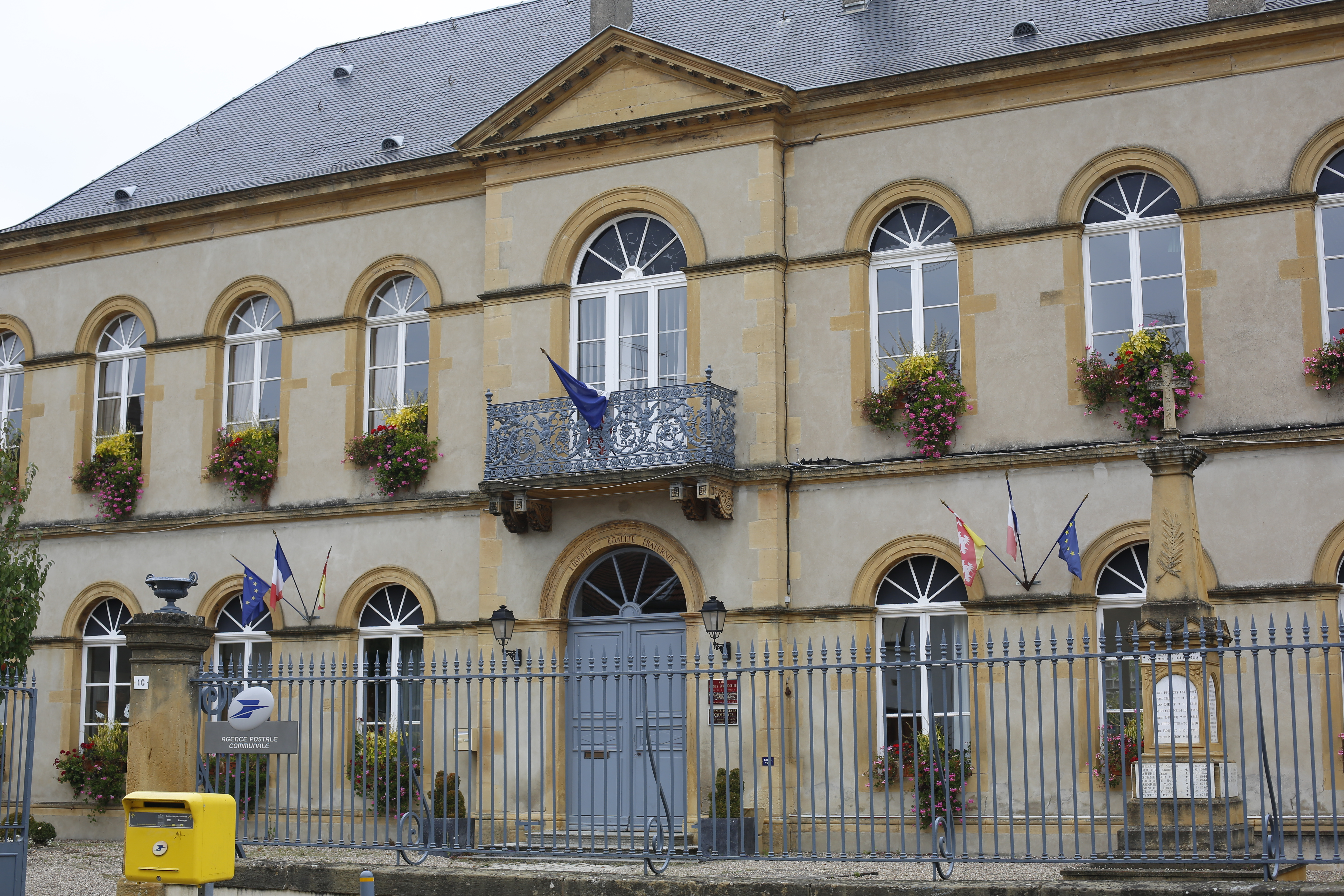
Ehemaliges Rathaus

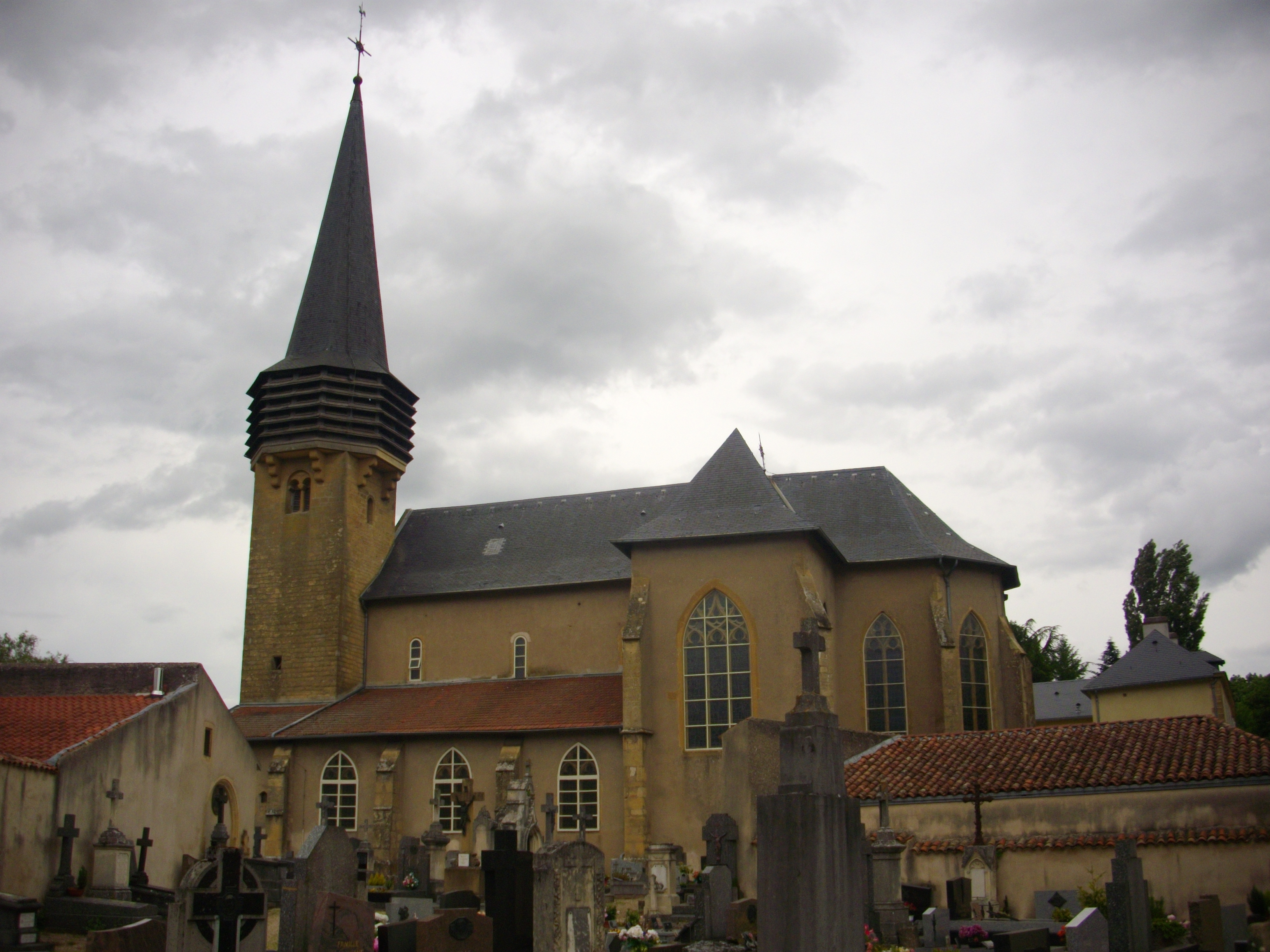
Kirche Mariä Himmelfahrt (12. und 15. Jh.)

Ancy-sur-Moselle ist eine Commune déléguée in der französischen Gemeinde Ancy-Dornot mit 1.312 Einwohnern (Stand 1. Januar 2022) im Département Moselle in der Region Grand Est (bis 2015 Lothringen).

## Geographie
Ancy-sur-Moselle liegt in Lothringen am linken Ufer der Mosel, zwischen Metz und Pont-à-Mousson, fünf Kilometer östlich von Gorze. Das Gebiet ist Teil des Regionalen Naturparks Lothringen.

## Geschichte
Der Ort wurde 876 erstmals als Anceiacum erwähnt, ist aber wesentlich älter. 1140 lautete der Ortsname Anceyum, 1178 Ancey, 1181 Ancheium, 1199 Acey, 1201 Ancen und im 15. Jahrhundert Aincy und Ency. Die Ortschaft gehörte früher zum Bistum Metz.
Durch den Frankfurter Frieden vom 10. Mai 1871 kam die Region an das deutsche Reichsland Elsaß-Lothringen, und das Dorf wurde dem Landkreis Metz im Bezirk Lothringen zugeordnet. Die Dorfbewohner betrieben Weinbau und Viehzucht und verrichteten Arbeiten in den benachbarten Eisenwerken.
Nach dem Ersten Weltkrieg musste die Region aufgrund der Bestimmungen des Versailler Vertrags 1919 an Frankreich abgetreten werden und wurde Teil des Département Moselle.
Im Zweiten Weltkrieg war die Region von der deutschen Wehrmacht besetzt und stand unter deutscher Verwaltung. Im September 1944 wurde der Ort von amerikanischen Streitkräften eingenommen und dabei schwer zerstört.
1871 bis 1883 hieß der Ort Ancen an der Mosel, danach Ancy an der Mosel. 1915–1918 und 1940–1944 wurde der Name in Anzig eingedeutscht.
Mit Wirkung vom 1. Januar 2016 wurden die Gemeinden Ancy-sur-Moselle und Dornot zu einer Commune nouvelle mit dem Namen Ancy-Dornot zusammengelegt. Die Gemeinde Ancy-sur-Moselle gehörte zum Arrondissement Metz und zum Kanton Les Coteaux de Moselle.

## Sehenswürdigkeiten
- Kirche Mariä Himmelfahrt, dreischiffiger, spätgotischer Bau aus dem 15. Jahrhundert  mit romanischem Turm aus dem 12. Jahrhundert, der als Wehr- und Wachturm gedient hatte.[1][2]